# Афраат
Афраа́т Перси́дский (ок. 270-345; сир. ܐܦܪܗܛ, среднеперс. Frahāt, греч. Ἀφραάτης, лат. Aphraates) — христианский писатель IV века, персидский мудрец сыгравший значительную роль в становлении сирийской церковной письменности. Афраат — святой в Церкви Востока.

## Биография
Дошедшие до настоящего времени слова мудреца: «Мы те, кто оставили идолов и мы называем ложью то, что наши отцы нам оставили; И удержал нас от пути язычников и самаритян» косвенно указывают на то, что он происходил из зороастрийской семьи, однако, есть данные что Афраат выходец из евреев.
Носил церковное имя Иакова и был епископом и настоятелем монастыря Мар-Маттая в окрестностях Мосула.

## Сочинения
Беседы Афраата были переведены с сирийского на армянский язык еще до 500 года под именем Иакова Низибийского; под этим именем Николай Антонелли в 1756 году издал армянский текст их, с латинским парафразом. В 1869 году профессор Райт издал в Лондоне 23 письма-беседы Афраата, которые были озаглавлены: 1. О вере; 2. О любви; 3. О посте; 4. О молитве; 5. О войнах; 6. О сынах завета; 7. О кающихся; 8. О воскресении мертвых; 9. О смирении; 10. О пастырях. 11.Об обрезании; 12.О Пасхе; 13.О субботе; 14.Окружное послание; 15.О различении пищи; 16.Об избрании народов; 17.О Христе Сыне Божием; 18.О девстве; 19.О том, что евреи не будут вновь собраны; 20.О помощи бедным; 21.О гонении; 22.О смерти и последних днях. Сюда же относится последняя, заключительная Тахвита: 23. О виноградной кисти.
В конце XIX - начале XX века на страницах Энциклопедического словаря Брокгауза и Ефрона утверждалось, что «Евангельские цитаты у Афраата заимствованы из Татианова "Диатессарона"». Сам Афраат также именовал себя учеником Священного Писания.